# تشارلز هربرت لوي
تشارلز هربرت لوي (بالإنجليزية: Charles Herbert Lowe)‏ هو عالم حيوانات أمريكي، ولد في 16 أبريل 1920 في لوس أنجلوس في الولايات المتحدة، وتوفي في 13 سبتمبر 2002.